# 豐田MR2
豐田MR2是由日本豐田汽車於1984年-2007年生產的一款雙門雙座，中置後驅的跑車。可分為三個世代：1984年-1989年為第一代（代号W10）、1990年-1999年為第二代，代号W20、2000年-2007年為第三代，代号W30。
丰田MR2因为其轻量化的車體，以及采用麥弗遜懸吊（前后底盘均采用）、四置刹车盘等方式使得其運動性能十分出色。

## 起源
1976年，豐田開始籌備開發一種小型汽車，同時具備良好的運動操縱性能和燃油經濟性，其目標不限於跑車。
1979年，有关车型的設計正式開始，由測試部門工程師吉田明生（Akio Yoshida）負責測試各種發動機和驅動的佈局方式。最终证明以橫置引擎居中的車輛能最大程度兼顧操縱性和經濟性兩大目標，并于1981年开发出了“SA-X概念车”，隨即開始在日本和美國加利福尼亞州進行嚴格的測試。測試場地包括了實際公路和一級方程式賽車赛道，其中就有柳樹泉赛道（Willow Springs，美國著名的賽車測試地）。
1983年，在SA-X基礎上改進的概念車SV-3於東京車展公開，引起了媒體極大關注。1984年2季度開始量產發售。新車取名為MR2，即取中置引擎（Mid-Engined），後輪驅動（Rear-Wheel-Drive），2座（Two-seated）的英文詞首字母縮寫。，此外MR2的英文缩写也可能指“Mid-ship Run-About 2-Seater"。
MR2為第一款大規模量產的日系中置引擎小型車，在法國和比利时市場改稱丰田MR，它體型輕巧，動力充沛，在當時以家用，省油為特色的豐田汽車中鶴立雞群。雙座和後中置引擎拋棄了家用的可能性（幾乎沒有行李空間），以享受纯粹的驾驶乐趣，同期上市的類似車型有本田CR-X，馬自達MX-5，日產 Pulsar EXA、大众尚酷，菲亚特 X1/9，美系庞蒂亚克Fiero，福特 EXP等。

## 初代MR2（代号W10, 1984年-1989年10月）

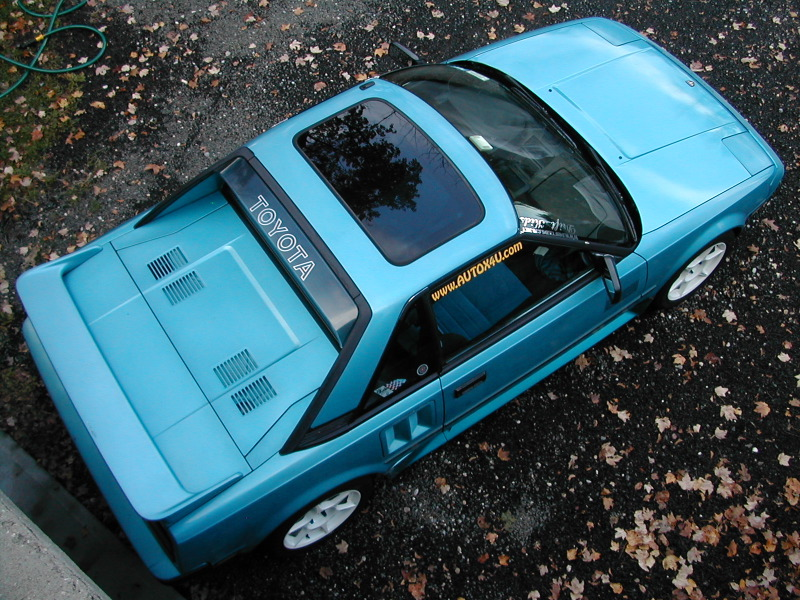
1986年的MR2（代号AW11，颜色为蓝色（金属材质））

1984年6月，MR2正式上市，裝備排氣量1.5升的3A-LU直列四缸引擎，代號為AW10型（為A型引擎在W10型車體之緣故），輸出功率61千瓦（82匹馬力），擁有出色的燃油經濟性，僅在日本本土上市。同時豐田還提供了另一種版本裝備較新的4A-GE引擎，排氣量也是1.6升，輸出功率較高（美版：84千瓦/112匹馬力，英版：95千瓦/128匹馬力，歐版：91千瓦/114匹馬力，澳版：88千瓦/118匹馬力，日本本土版：96千瓦/128匹馬力），搭载4A-GE引擎的MR2代号AW11，銷量更好。
第一代MR2在日本只在丰田的“丰田汽车商店”和“丰田Vista”商店（1998年两家商店合并为丰田Netz商店）发行。
4A-GE引擎採用雙頂置凸輪軸，每氣缸四個進排氣閥門，並配備了電裝公司生產的電控燃料噴射裝置和可變面積氣門技術（又稱T-VIS），在當時較為先進。曾搭载于AE86，廣受好評。变速箱有五速手動和四速自動兩種選擇，百公里加速需9秒，在当时是四缸引擎汽車中的佼佼者，顯著高於庞蒂亚克Fiero和菲亚特X1/9。
第一代MR2的外型為1970年代末至1980年代初風靡一時的“折線型”，和藍旗亞Montecarlo，菲亚特X1/9相似但比X1/9車體稍長（豐田為其預留了裝備2.0L發動機的空間）。車體重量輕（日版僅950千克，美版1066千克），帶來的優點是僅安裝小排氣量發動機時也能獲得使極佳的操縱性能。
当时有传言称豐田MR2（又名X100）是由英國路特斯汽车設計的，甚至認為路特斯M90（又名X100）就是MR2的兄弟版，因为M90/X100採用了MR2的引擎和變速裝置，因为豐田和查普曼家族曾是路特斯汽車的主要股東，但後來通用汽車取得了蓮花汽車的控股權。
據已經披露的資料，MR2的懸吊系統和主要操縱系統的調教得到了蓮花汽車的工程師羅傑·貝克（Roger Becker）的幫助，從主体設計的細節上也不難看出路特斯1960年代-1970年代的風格，不过豐田並未在初代MR2上使用電控制主動調節懸架（即豐田TEMS技術），車體重量相對同等級雙座車顯得更重更坚固。
1986年，豐田汽車將加裝了機械增壓的1.6升4A-GZE引擎配備在中期改款的MR2上（欧洲和澳洲市場除外）。4A-GZE的缸體和機頭和非增壓版完全相同，但配備了“鲁式”（Roots）機械增壓機和電裝公司生產的中冷器。可變氣門被取消，壓縮比下降到8：1，輸出功率則提高到108千瓦（145匹馬力），百公里加速进一步提升到6.5秒。4A-GZE搭载的機械增壓機有皮帶驅動，並由電磁式離合器控制。駕駛員可以手動關閉以節約燃油。
車輛淨重上升至2494磅（1131公斤），為適應增大的發動機功率和車體重量而重新设计了变速箱，為適應越來越嚴格的環保法律，車內裝有燃油切換裝置以適應無鉛汽油。机械增压款式的MR2在外觀上也有少許改進：懸吊系統彈簧更佳堅硬，輪轂為鋁製，引擎艙頂版進氣口為突出狀以增加進氣等等。

### 小改型
1986年
- 搭载機械增壓的款式在日本上市，有4速自動和5速手動兩個選項。
- 丁字形敞篷車型（T-bar roof）在日本上市。
- 變速器改進。
- 推出彩色車頭塗裝，外觀略有改進。
- 內飾改進，增加皮質內飾選項。（日本以外市場）
- 後部防滾架取消。（僅北美市場）
- 車體框架進一步減重。（僅日本市場）
- 車後懸架改進，启用大型煞車碟。（僅日本市場）
- 新設計車頭保險槓整流罩和擾流板。（僅日本市場）
- 新設計尾燈。（僅日本市場）
- 空氣濾清器位置改變，移動至車後部。
- 內飾改進，新設計中控台，門板，方向盤，儀表板和座椅顏色改變。

1987年改款
- 丁字形敞篷車在北美和歐洲上市。

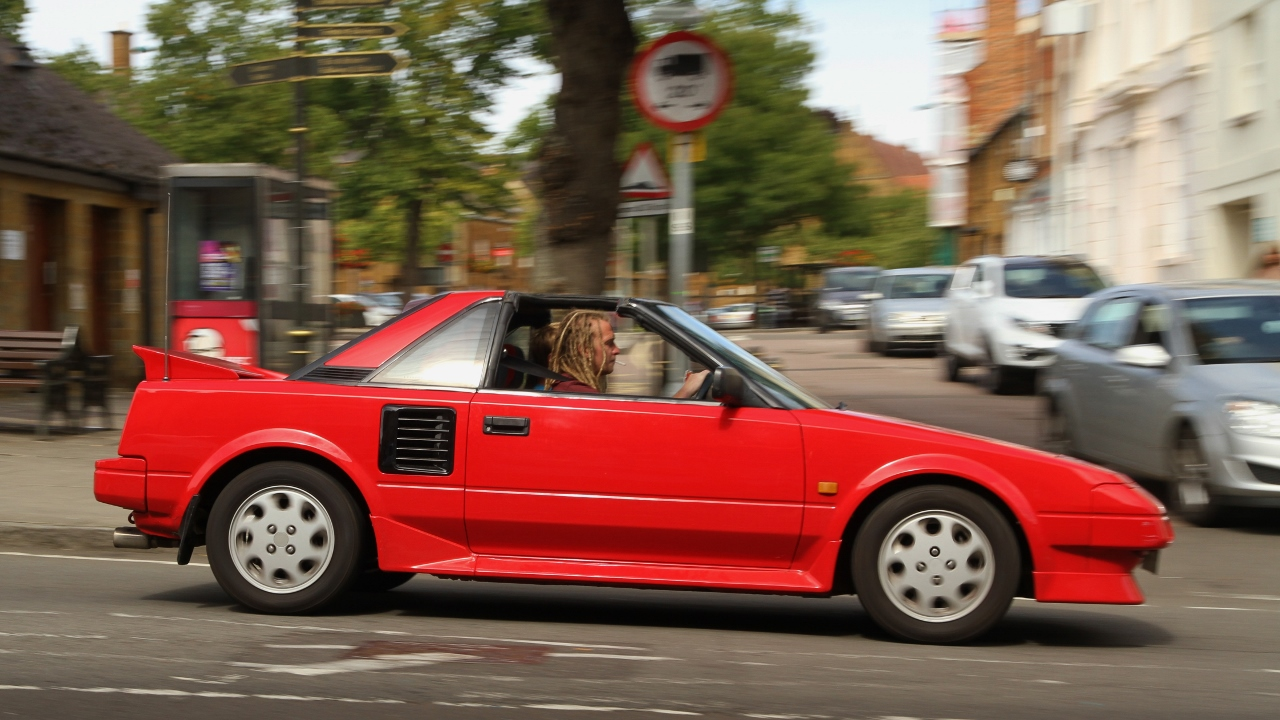
1987年的MR2（AW10）

- 自然吸氣款式搭载4A-GE引擎調整為115匹馬力（86千瓦特）（僅北美市場）。

1988
- 機械增壓款式在北美上市。

1989年改款
- 丁字形敞篷車車頂顏色小改。
- 採用LED材質的高位煞車燈。
- 車體空氣動力學設計改善。

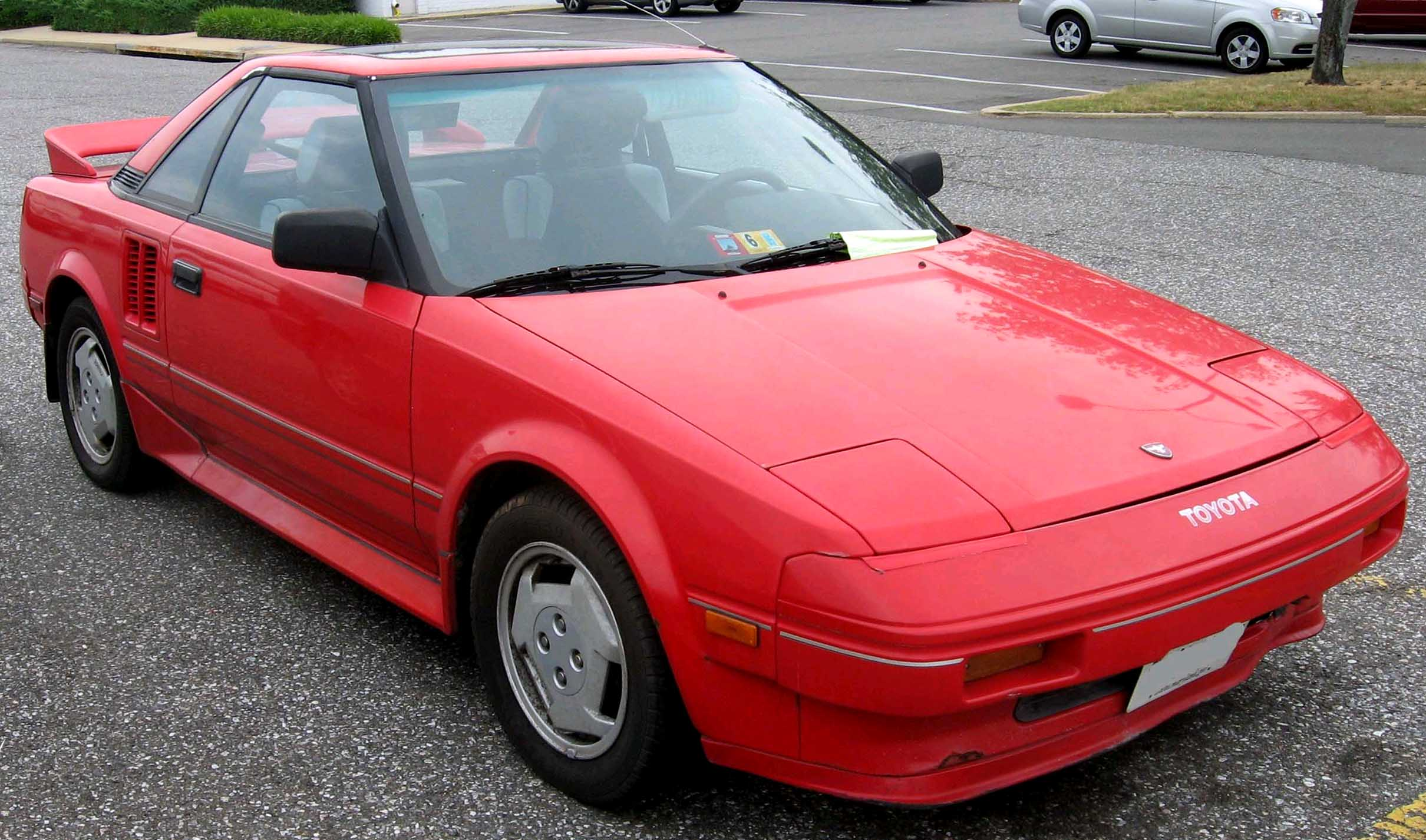
1987年的MR2

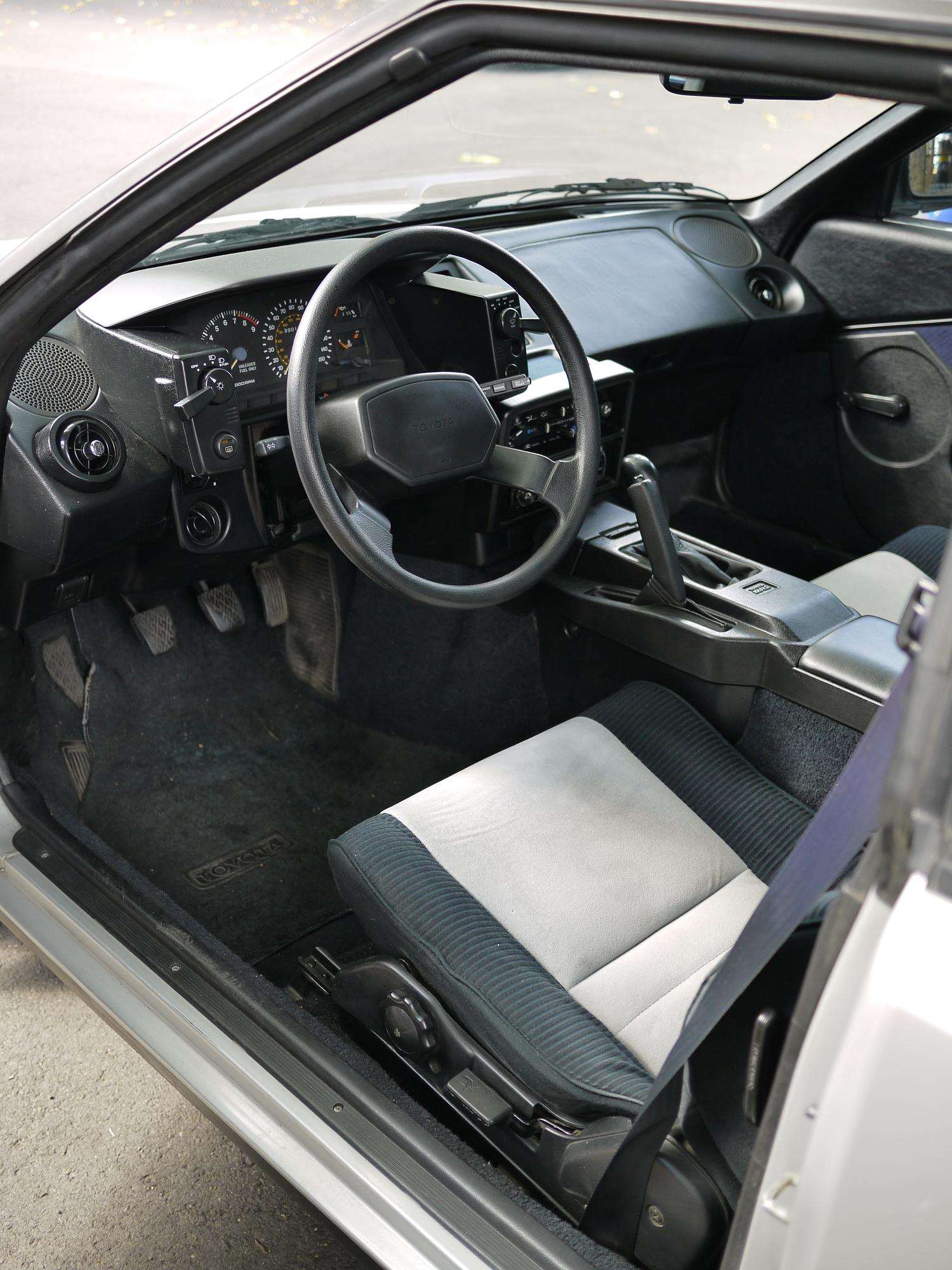
1987年的MR2內飾

- 北美版本重新裝備防滾架（仅限机械增压车型）。

### 獎項
豐田MR2上市伊始，就因其獨特的設計，極佳的操縱性能和反應靈敏的引擎廣受好評。美國《公路和賽道》（Road & Track）和《汽車和司機》（Car And Driver）雜誌經過一系列苛刻的評估，將其名列十大最好的汽車之一，和法拉利特斯塔罗萨等並列，澳大利亞《車輪》（Wheels）雜誌亦將1988年型MR2評為年度最佳跑車。美國《汽車趨勢》（Motor Trend）雜誌將其評為“1985年最佳進口車型”（Import Car of the Year）（MR2直至1999年才在美國生產）。2004年，美國《跑車國際》（Sports Car International）雜誌將第一代MR2評為“1980年代最佳十大跑車”，名列第八位。
1989年，豐田推出初代MR2的終極版“MR2S”（又名G-Limited），方向盤和換檔把手由日本MOMO公司生產，座椅則為德國瑞卡洛公司（Recaro）提供的“米蘭諾”賽車座椅（Milano），內飾風格也更加運動化，後窗和車身兩側有“Super Edition”的彩色貼條。MR2S僅有“深夜藍”和“白金雙色”兩種塗裝，每種塗裝只生產了約270台。

### 個性改裝

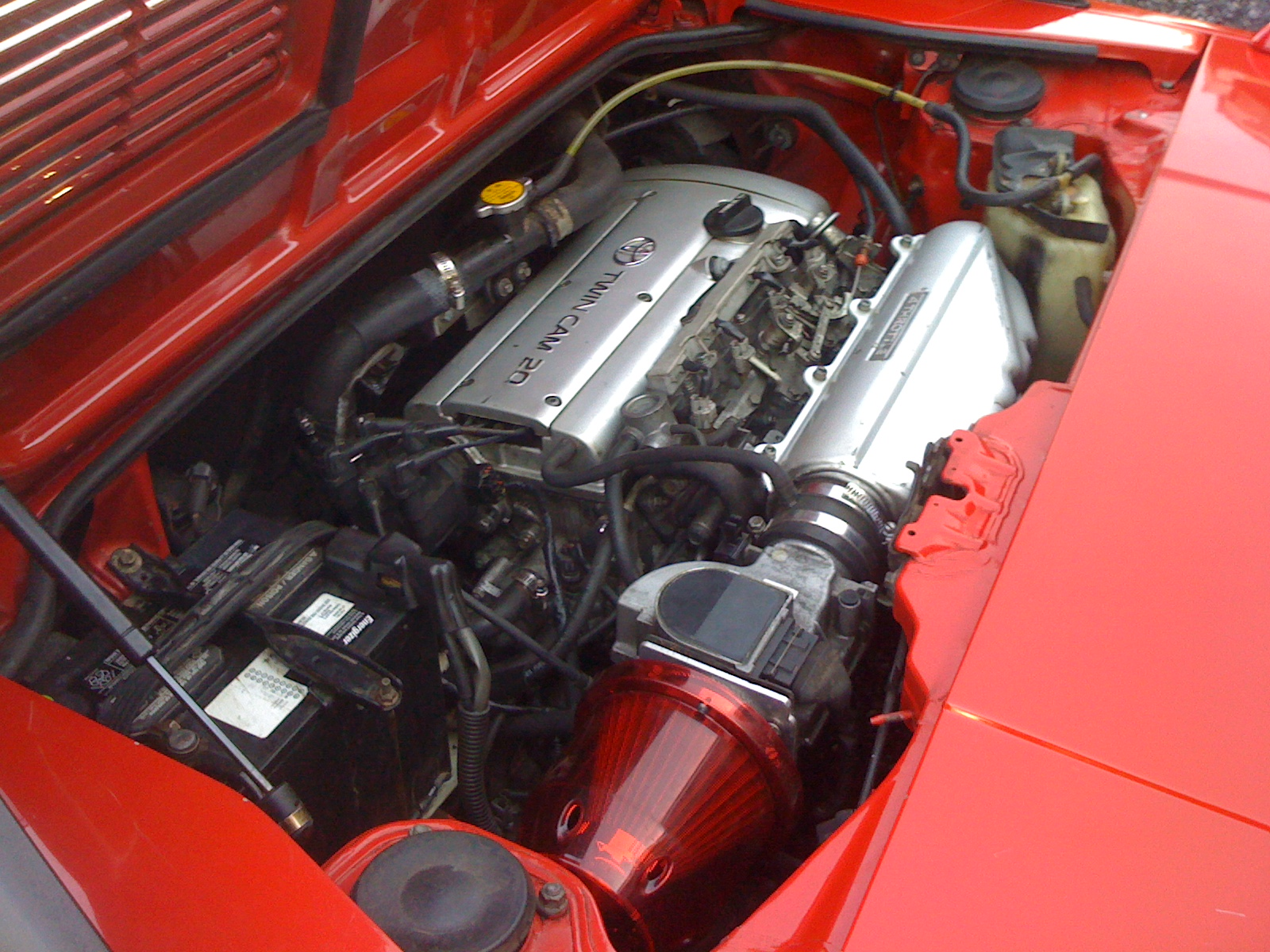
一輛改裝過的1986年型MR2，引擎被更换为1991年款式的4A-GU引擎（又名“银顶”）

不少車迷熱衷於初代MR2的改裝。常見的改裝項目是提升發動機性能，不少車迷選擇改裝渦輪增壓器或者換裝別的引擎來獲得更大的馬力輸出，最常見的是換裝新一代銀色或黑色頂板的第四代4A-GE引擎，亦有車迷把第二代MR2用的3S-GTE涡轮增压引擎或者相應的BEAMS機型裝載與第一代MR2上，更有加裝機械增壓器的案例，甚至有車迷為MR2加裝大功率V6引擎，如排氣量在3升以上的豐田MZ型引擎甚至功率更大的丰田GR系V6引擎等。

### 222D型拉力賽試驗車

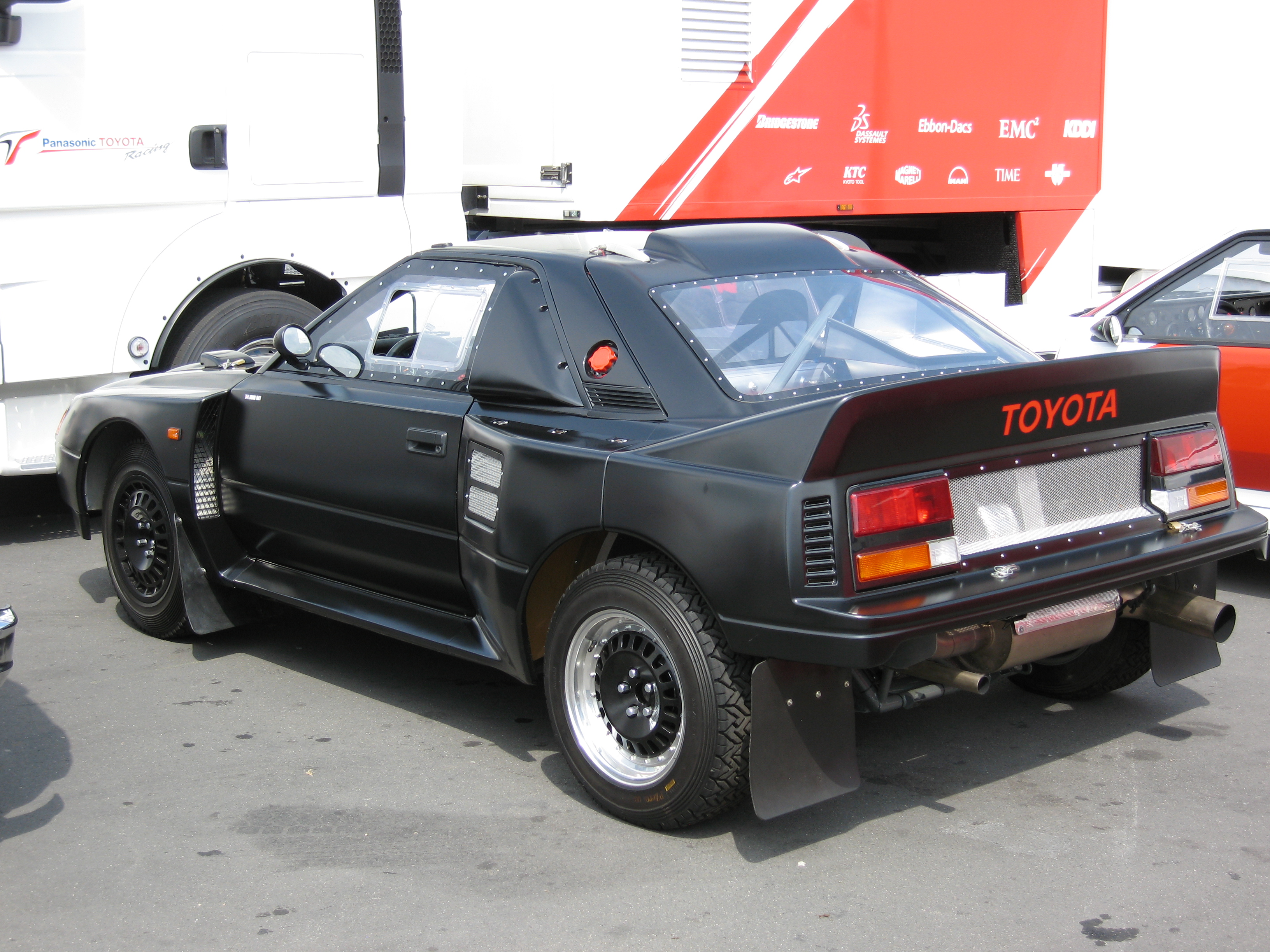
保存至今的豐田222D型試驗車

丰田的另一款跑车Celica曾經在1980年代B組拉力賽非洲賽區獨佔鰲頭多年，但在歐洲賽區Celica并不出色，1985年，豐田汽車歐洲分部（當時稱“豐田歐洲車隊”，Toyota Team Europe）打算在MR2基礎上開發一款拉力賽車，原型車定名為222D，該車主要針對S組，也能同時兼顧B組比賽。雖然外表和量產MR2類似，但全車實際上進行了重新設計。222D生產出原型車後不久，B組被取消，而S組規則改變，該項目被中止，原型車被封存。
2006年的英國古德伍德速度節（Goodwood Festival of Speed）上，豐田首次將222D公開展出，並由豐田賽車手進行試駕動態展示。該車為專用賽車，不具備上路行駛資格，車重0.75公噸，裝備了橫置渦輪增壓直列四缸引擎（有传言推測為2.1升排量的503E賽車專用引擎，也可能是4T-GTE引擎），輸出功率達到750匹馬力（560千瓦）。有傳言豐田還生產了裝備V6引擎，動力更強勁的原型車，但一直沒有消息證實。

## 二代MR2（代号W20, 1989年10月-1999年10月）
第二代MR2于1989年完成设计並於當年投產，但在北美市場，第一代直到1991年才完全退市。
第二代相比增重350至400磅（160至180公斤），外型則變得圓潤，因其外型類似法拉利348和法拉利F355而得到了“窮人的法拉利”外号，但这没有阻挡第二代MR2廣受好評和出色的銷售成績。
第二代MR2基本型車體代號為W20，由於裝備S系列引擎，又稱為SW20。根據慣例配置不同發動機的車型又分為SW20，SW21兩種，不同市場的MR2在命名和配置上略有差異：
- 日本市場：

1. G：基本型，編號SW20，裝備2.0升自然吸氣直列四缸（代号3S-GE）引擎，輸出功率121千瓦（163匹馬力）。标准配置為四速自動变速箱，可選配五速手動。織物內飾，具有空調和電動後視鏡。
2. G-Limited：G款式的小改型，外觀上增設尾部擾流板，隨動轉向的霧燈和電動摺疊後視鏡。
3. GT-S：高性能款式，裝備2.0升渦輪增壓直列四缸（代号3S-GTE）引擎，輸出功率163千瓦（218匹馬力），僅配備手動變速器。其餘內飾外觀同G-Limited款式。
4. GT：顶级款式，性能与GT-S款式一致，內飾在GT-S的基礎上改用皮質內飾和座椅，並且裝備了兩段式空調。

- 歐洲市場：

1. Coupe：雙門硬頂型，為歐洲市場的基礎型，裝備有2.0升自然吸气直列四缸（代号3S-FE）引擎，輸出功率103千瓦（138匹馬力），沒有尾部擾流板和前霧燈。
2. GT Coupe：雙門硬頂型的升級版，裝備2.0升自然吸氣直列四缸（代号3S-GE）引擎，輸出功率為113千瓦（152馬力），外觀也有所改進。
3. GT T-bar：即丁字形車頂敞篷版，動力同GT Coupe款式一致，內飾改進為全皮質內飾和座椅，並且採用了8揚聲器音響系統。

- 北美市場

1. MR2：為基本款式，裝備2.2升自然吸氣引擎（代号5S-FE），車型編號為SW21，引擎輸出功率97千瓦（130匹馬力），標配可選四速自動或五速手動變速器。
2. MR2 Turbo：裝備2.0升渦輪增壓引擎（代号3S-GTE），車型編號為SW20。引擎輸出馬力為149千瓦（200匹馬力），僅有手動變速器可選，1993年後MR2 Turbo款式只提供敞篷版。

第二代MR2涡轮增压款式和自然吸气款式的主要區別有：
1. 3S-GTE裝備有中冷器，排氣管外型和非增壓發動機不同。
2. 裝備更佳堅固和沉重的E153變速器，適合傳輸更佳強勁的動力，齒數比選擇也和普通版不同。
3. 強化效率的散熱器和大型汽油泵。
4. 改進煞車，前輪煞車為雙活塞碟煞（SW20非增壓版一致），而SW21型為單活塞前輪碟煞。
5. 美版车型在后方标有“Turbo”銘牌，日本车型在側進氣道旁标有“TWIN CAM 16 TURBO”的銘牌。
6. 渦輪增壓版引擎上蓋為玻璃纖維材質，並由加大突出進氣道。
7. 渦輪增壓版內部並列雙座之間增加了一個小型儲物空間。

美規第二代MR2渦輪增壓版百公里加速時間為6.1秒，1/4英里完成時間為14.7秒，日規1995年GT款式的1/4英里完成時間為14.227秒。

### 小改款

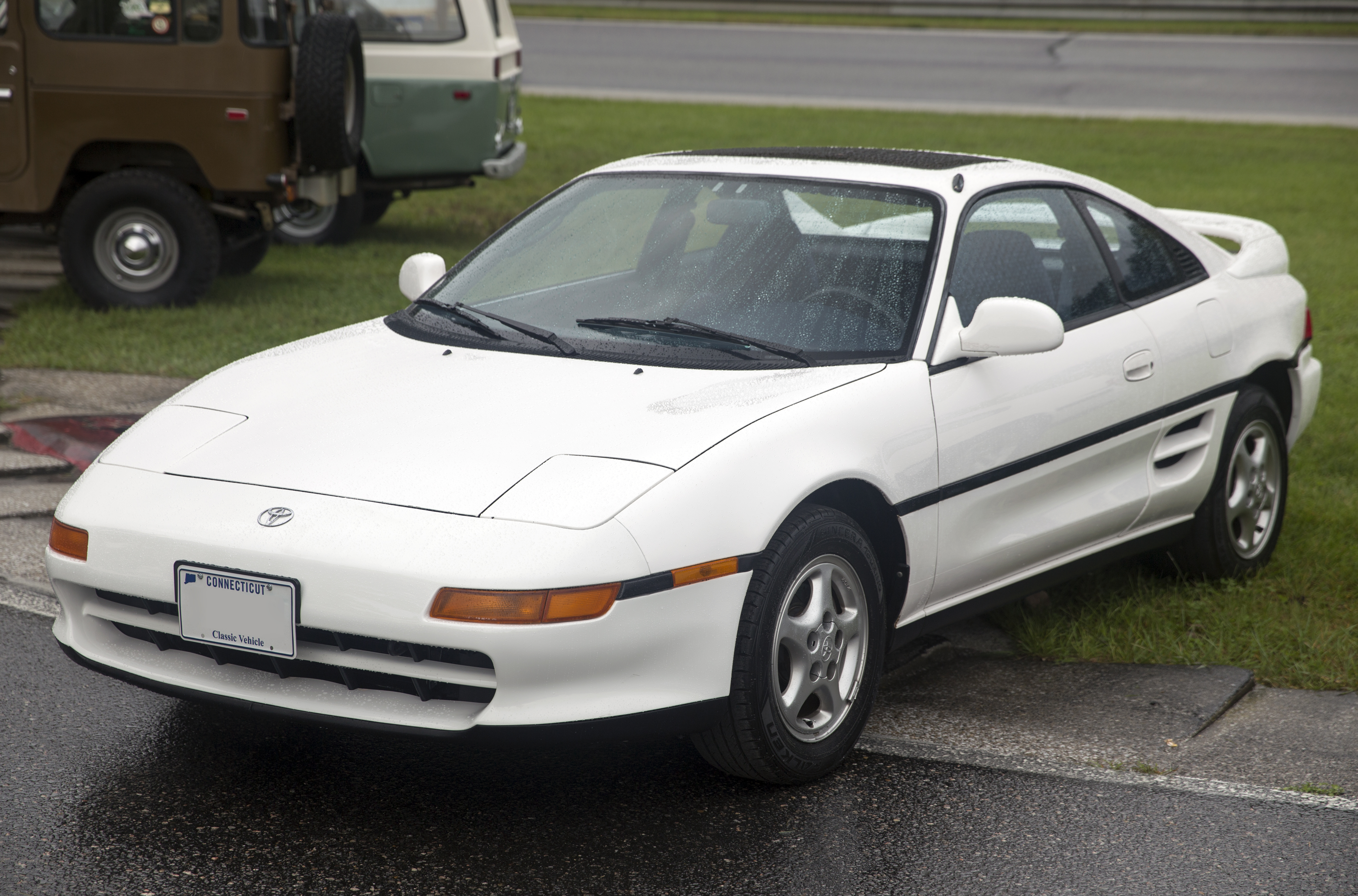
美版MR2

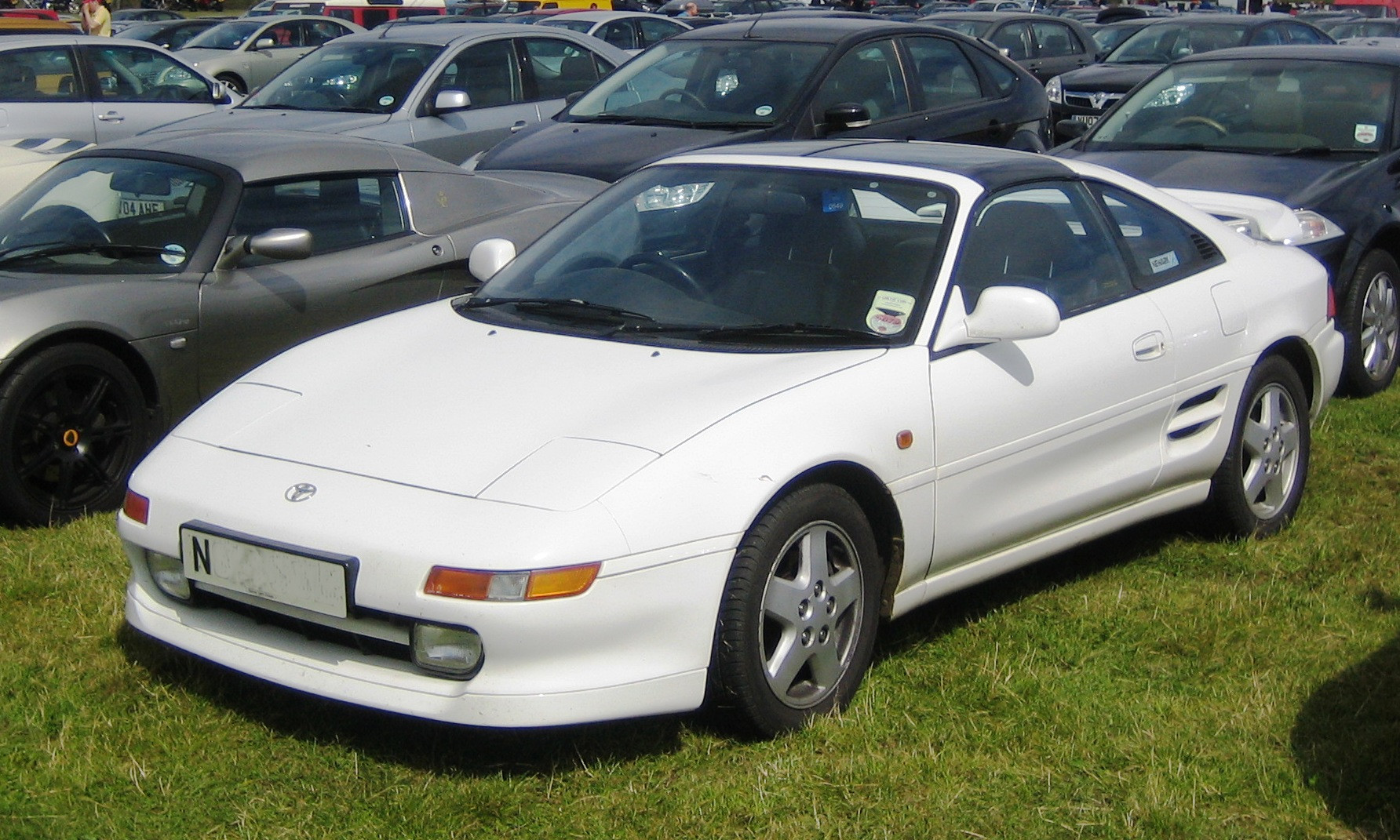
1992年改款

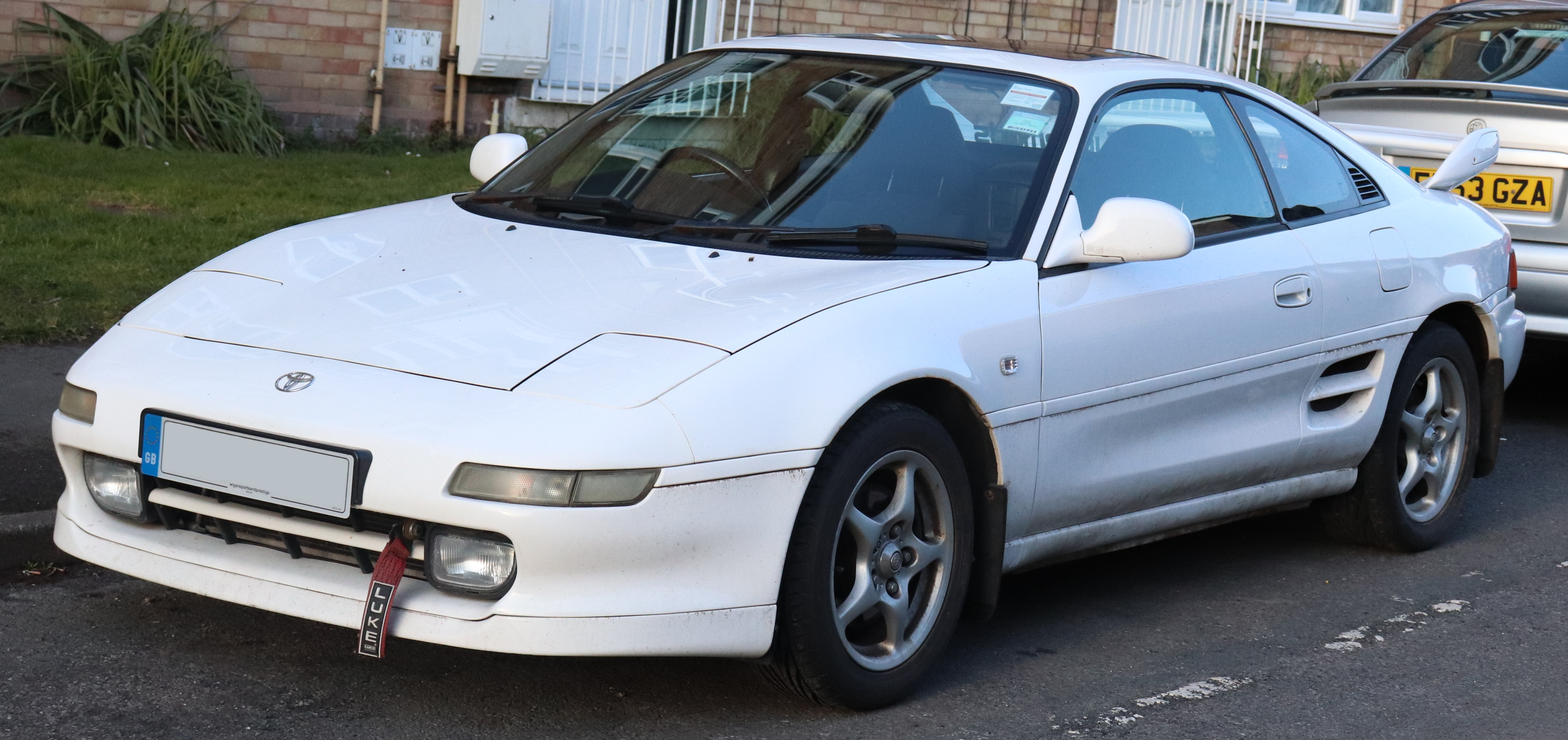
1994年改款

第二代MR2是MR2生產時間最久的一代。在其十年的生產階段內推出四個小改款：
第一次改款（1992年1月至1993年10月）：
- 改進三元催化器，發動機馬力調小至156匹馬力。
- 修改後輪懸架，採用較長的後束連桿。
- 修改前輪懸架，取消前輪後傾角。
- 增大前緣擾流板的面積。
- 採用15英吋寬輪胎（前輪195/55/15，後輪225/50/15）。
- 制動力更強勁的煞車系統（全體歐洲和日本版，美國版僅改進增壓版）。
- 換檔把手縮短長度，球頭變小，变速箱同步器有所改进。
- 涡轮增压款式提供選裝限滑差速器。
- 美版涡轮增压款式改为敞篷車一種選項。
- 日版车型開始配備電子輔助控制煞車系統。

第二次改款（1993年10月-1996年，美版于1995年停止发行）：
- 歐版和日版车型自然吸气款式調整為173匹馬力。
- 美版自然吸气车型調整為135匹馬力。
- 日版车型涡轮增压款式調整為242匹馬力。
- 尾燈改為圓形。
- 三片式尾翼改為單片式。
- 中央板，前緣擾流板和側裙板可選彩條塗裝。
- 副駕駛座增加安全氣囊（日版除外）。
- 日版涡轮增压款式标配限滑差速器。
- 日版取消巡航定速功能。
- 煞車全面引入防抱死系統（ABS），並在換檔桿上增設加速傳感器。
- 增設電子輔助控制方向盤助力系統（EHPS），同時兼顧高低速操作手感。
- 後懸掛減震器安裝點結構加強。

第三次改款（1996年-1998年）：
- 前翼子板上加裝轉向信號燈。
- 採用五幅合金輪轂。
- 日版車可選配副駕駛座安全氣囊。
- ABS系統改進。
- 歐版自然吸气款式的馬力降低為168匹。

第四次改款（1998年-1999年）：
- 前翼子板轉向燈改用透明燈罩。
- 採用窄輪輻的15英吋輪轂。
- 儀表板外圈為紅色，涡轮增压款式的擋桿和皮座椅可更换为红色。
- 日版车型的3S-GE引擎开始搭载BEAMS技术，功率為200匹馬力。

第二代MR2上市以後，由於二代MR2車重和功率相較第一代有著顯著提升，在入彎前減速過程中，車輛重心前移，會導致後輪抓地力下降並可能造成車尾暫時失控發生飄移。此時若駕駛員缺乏經驗，打方向盤修正過度，會導致尾部較重的MR2左右振盪並最終失控。
豐田為了修正上述问题在上述各小改款中重點改進轮胎，煞車和懸掛裝置，並使得操作特性有所改善。但亦有不少人认为以上改進削弱了MR2的運動性能。

### TRD 2000GT

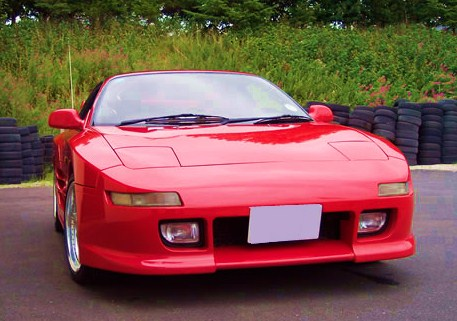
MR2 TRD 2000GT款式

1998年由丰田赛事部门（TRD）推出，此举是为了向赢得 GT-C 日本系列赛的TRD 2000GT致敬。
TRD 2000GT基于第二代MR2开发，允许消费者选配引擎、悬挂、内饰，也正因如此没有两辆TRD2000GT完全相同，有传言称最顶级型号的马力输出达500匹。
TRD 2000GT的价格很高，最终只完成了35张改装订单，每辆官方改装的TRD 2000GT均使用轻质玻璃纤维部件（前挡泥板，行李箱盖延伸，后部面板 ，气门，前后保险杠，3件翼），并重新分类为全新车（其自己专门编号的TRD VIN标牌铆接到车身，以表明其真实性和稀有性）。
SARD MC8
由日本的SARD车队基于第二代MR2开发，搭载了4.0升自然吸气V8引擎（代号1UZ-FE），可输出600匹马力，用以参加勒曼24小时耐力赛和日本国内的JGTC比赛（现日本超级GT比赛）。

## 三代MR2（代号W30, 1999年-2007年）
於1999年上市，日本本土市場以丰田MR-S的名义发行，美國市場以丰田MR2 Spyder的名义发行，歐洲市場以丰田MR2 Roadster的名义发行。
第三代MR2主打青年市場，設計風格和前兩代車有明顯區別。最顯著的特點是取消了前兩代硬頂和丁字形敞蓬車配置，改為統一軟頂敞篷。外型也變得十分圓潤，基于丰田NBC平台打造。
第三代MR2的概念车于1997年東京車展登场，外观设计類似于1996年發佈的保時捷Boxster以減少阻力。
豐田第三代MR2項目總工程師Harunori Shiratori 闡述設計思想：“首先，該車的目標是真正的‘駕駛者之車’，具有低重量，低遲滯和極佳的運動性。其次該車軸距相對較長以提供較好的穩定性和外觀設計。後中置引擎能減少前輪重量分佈，使其具有極佳的運動性能，同時車體結構儘量簡化以降低售價並提供加裝選配部件的潛能。”
和前兩代MR2不同，第三代MR2僅提供一種引擎，为1.8升自然吸气直列四缸引擎（代号1ZZ-FED），該引擎為全鋁缸體，具備雙頂置凸輪軸，每汽缸4氣門，配備了丰田的VVT-i技术（可變氣門正時）。输出138匹馬力，虽然马力比前兩代車有所下降，但更为轻量的车身弥补了马力的缺陷，百公里加速時間最快為6.8秒，某些車型由於序列式半自動變速器換檔速度限制稍慢。
第三代MR2提供三種形式的變速器：5速手動变速箱，6速手动变速箱和5速序列式半自動變速器，澳洲版本的MR2標配序列式半自动变速箱，空調为選裝，2003年，序列式半自动变速箱调整為6速。裝備半自动变速箱的MR2无離合器踏板和傳統H型換擋桿，而是由換擋桿前後推拉或由方向版換檔撥片進行換檔操作。離合器為自動控制，同時在低速時電腦會自動將檔位降至1檔或者2檔（高檔位需要手動升降）。巡航定速为序列式半自动变速箱独有。
第三代MR2為手動軟頂敞篷，若收放時須離開座位，車後窗為電動加熱的玻璃窗，而同時代大部分軟頂敞篷（如本田S2000，馬自達MX-5和保時捷Boxster的軟頂版本）仍然只有有機玻璃後窗。豐田在日本和歐洲亦提供可整體拆卸式硬頂供三代MR2使用，極為稀有。

### 各型特徵和小改款
1999年10月 (2000年型)

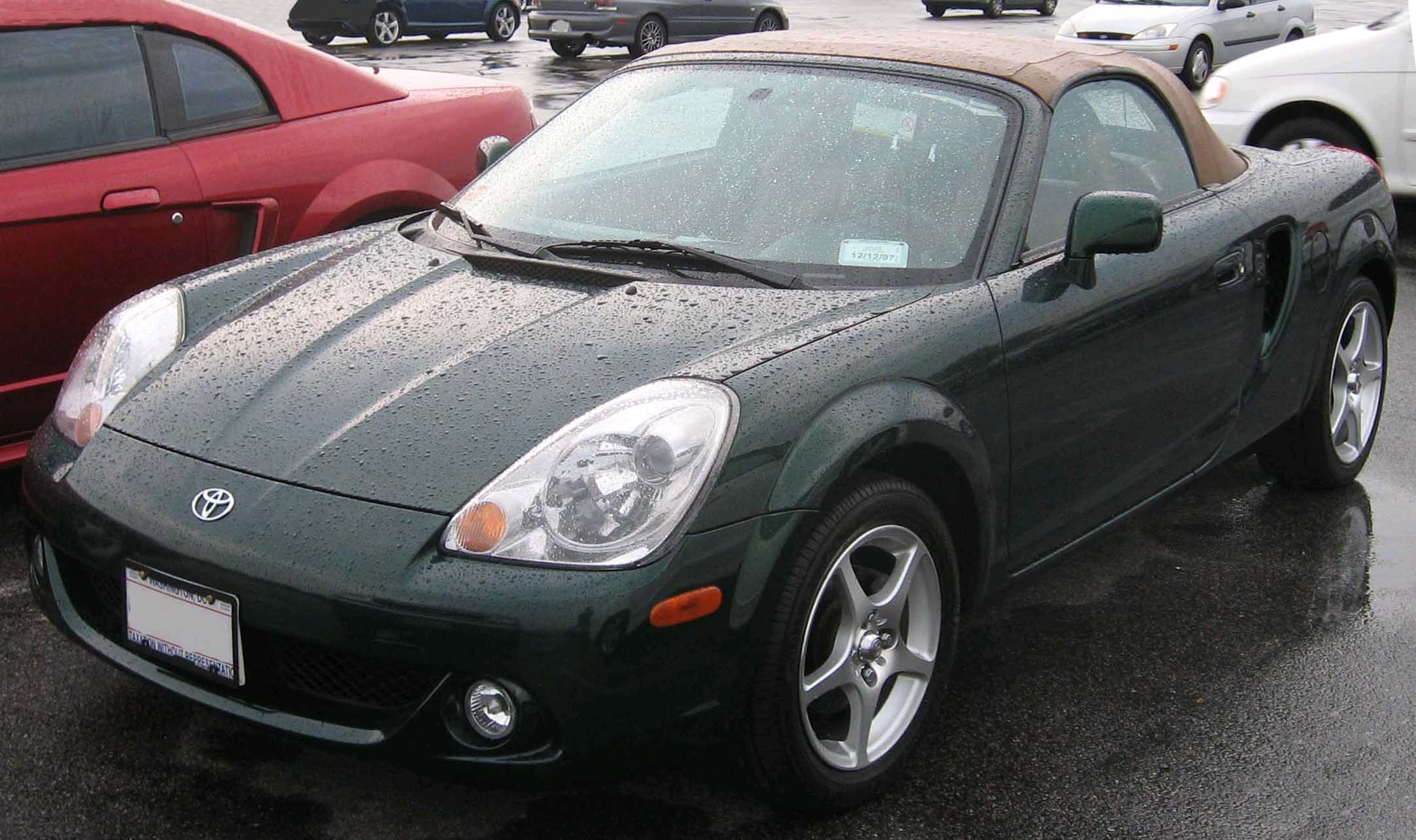
2003年款式

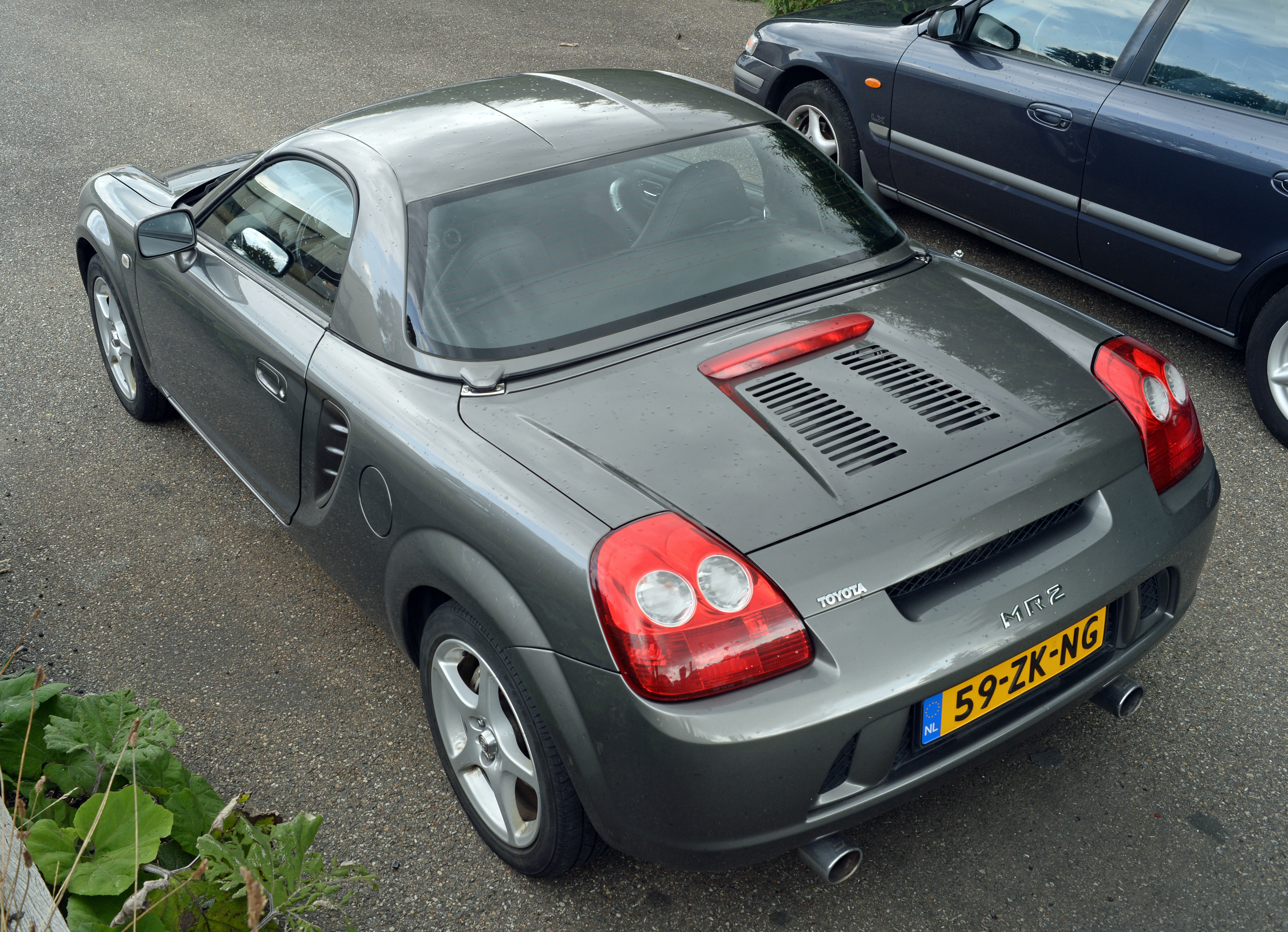
一台安裝了可拆卸式硬頂的MR2

1999年10月，第三代MR2在日本以MR-S產品名發布，首批次為2000年型，分為“B”，“標準”，“S”三個款式，其中“S”款有電動車窗，無鑰匙進入，電動後視鏡，AM/FM/CD多媒體系統，布面運動座椅，可調傾角方向盤，以及鋁合金輪轂。
2000年3月，第三代MR2在歐洲和美國同時上市，但上述市場僅有日本市場的“S”款一種，同年10月在澳大利亞上市。
2001年 (2002年型)
- 美國市場款式可选序列式半自动变速箱。

2002年 (2003年型)
- 更多的顏色以供消費者選擇。
- 更新前後保險槓護罩的外型，霧燈和伸縮式天線成為標配，同時進氣口顏色變成和車身一致。
- 後輪標配16英吋大型輪胎。
- 座椅外觀重新設計，微調儀表板和按鈕分佈。
- 可選6速序列式手動變速箱，換檔速度略有提高。
- 懸吊系統彈簧，減震器以及車體略有改善。

2003年（2004款）
- 可選配托森式限滑差速器。
- 繼續強化車體以提高碰撞安全性（車體增重10千克）[7]。
- 車體總高增加約2.54釐米（1英吋）。

2004年（2005款）
- 6-CD播放器成為標配。
- 本年度為北美市場的最後一型

2005年（2006款）
- 于同年停产前在英國市場發售少量“V-Edition”和“TF300”型限量版。

### 評價
關於第三代MR2的評價两极分化。主要原因归咎于第三代MR2和前两代MR2在动力方面相差过大，但也有人认为第三代MR2在操縱性能比前两代更好，例如BBC節目《Top Gear》前主持人暨賽車手蒂夫·尼德爾就對其操縱性讚不絕口。很多汽車愛好者为了获得更佳的性能而选择将原有的1ZZ-FED更换为2ZZ-GE引擎。